# Vão Gogo
Vão Gogo foi um personagem criado por Millôr Fernandes e encarnado por quase duas décadas nas páginas da revista semanal O Cruzeiro. No período (1945 e 1962), a publicação passou de onze mil exemplares para tiragens de até setecentos mil. Só então Millôr assumiu em definitivo seu nome.
O primeiro livro de Vão Gogo foi publicado em 1949, Tempo e contratempo, numa compilação dos primeiros anos que revelava a busca por um estilo de humor mesclado, que depois ficaria peculiar e inconfundível. E é de 1950 o primeiro roteiro cinematográfico, do filme Modelo 19. Vão Gogo tinha uma coluna chamada Pif-Paf na revista O Cruzeiro, onde contava pequenas histórias, piadas e o famoso Retrato 3x4, feito de desenhos, brincadeiras e apontamentos. A revista de Assis Chateaubriand (1891-1968) apostava no humor de talentos como Alceu Penna (e suas garotas), Péricles de Andrade Maranhão (O Amigo da Onça), Carlos Estêvão (Dr. Macarra) e Ziraldo.